# 莊招治
莊招治（约1923年—2015年1月15日），人稱「小鞋阿嬤」，臺灣高雄市楠梓區享平里人，裁縫師，以作媽祖鞋聞名。

## 生平
莊招治十二歲那年跟著日本籍老師學裁縫，始露天分，原本想要去念台南家政學校（今台南應用科技大學），卻遇上戰爭時期空襲不斷，無法遠行，只能靠自學精進，買了一本洋裁全書以自習。
二十歲結婚，莊招治婚後兩年才開始做洋裝維持家計。丈夫早逝，她生一女後守寡，和母親、胞姊開裁縫店撫養女兒。女兒出嫁後她獨居生活。
在莊招治六十三歲時，一對年輕夫婦突然來楠梓找她，稱是鳳山雙慈亭指示他們前來，客氣地拱手用閩南語說：「囝仔歹育飼，媽祖婆講，請妳做細雙鞋仔，予囝仔掛胸前，保平安哩。」莊招治雖說已從事裁縫雖已四十年，但不曾做過掛在胸前的小鞋。但從小就是楠梓天后宮的媽祖信徒的她，一聽是媽祖旨意，回話說：「既然是媽祖婆交代的，我就試看覓。」此後她開始製作那種一寸半、五公分的小鞋，她也被暱稱為「小鞋阿嬤」。那雙小鞋被稱為「媽祖鞋」，有信徒送給神明穿；有的拿去媽祖廟過爐再給小孩掛胸前保庇；有的成人掛在車內以保平安。

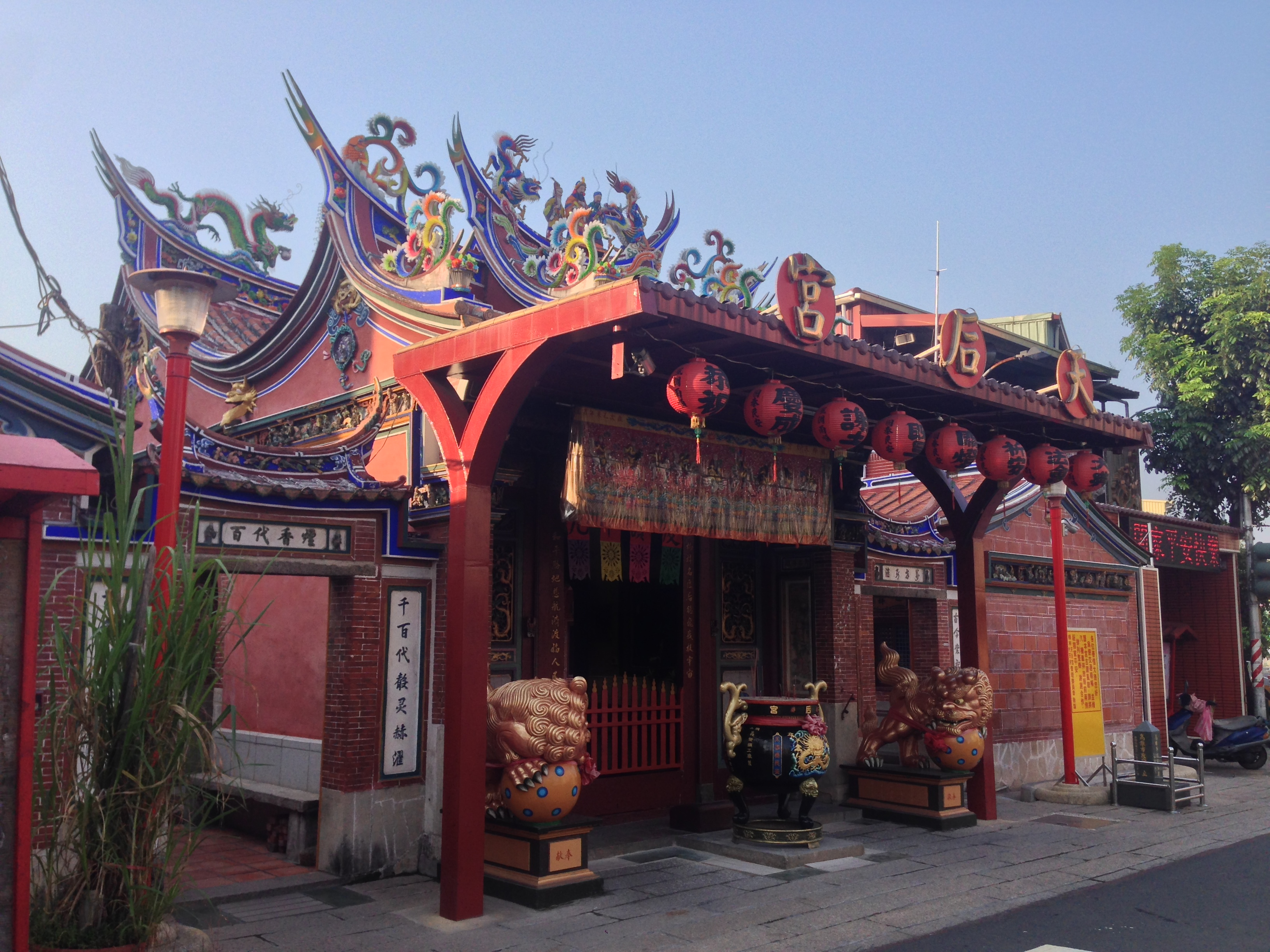
楠梓天后宮

每雙一寸半、僅僅五公分的媽祖鞋，穿針引線間，布料綿密縫刺而過，從楦頭、鞋台、鞋跟，不需打樣，製作繁瑣。莊招治手工縫製媽祖鞋，從打版到縫製全包辦，價錢僅收臺幣一百元，後來才慢慢漲到一百五十元。成名後，全台各地的媽祖信徒奔相走告，慕名求鞋的民眾絡繹不絕，社區志工怕她太勞累，本來要請人幫她製鞋，但她表示說鞋面及鞋底要縫在一起很困難，用布包鈕扣當鞋跟的轉折部分更需技巧，因此還是自己來。熱心里民常會前往探視她的起居，將她奉為「國寶阿嬤」。
莊招治作鞋子過程會不斷念《佛說眼明經》：「佛說眼明經，兩眼似金燈，舍利金山塔，蓮花滿座香，千手眼，童子王，兩眼依舊炎炎光。」並將製作鞋子的所得，全數捐出行善。她用碎布做媽祖鞋、拼布被毯，還作環保回收，回收多少捐多少，近幾年都有上萬元的捐款。她也惜物，一把剪刀用了半世紀，1948年買的第一本書洋裁全書還在身邊，裁縫車倒是被她踩壞了好幾台，堅持還是勝家縫紉機最順她的手。
2011年《自由時報》獨家報導「小鞋阿嬤」莊招治的故事後，鳳山、小港、屏東、台北的讀者紛紛透過楠梓天后宮及里長找上她，將存貨一掃而空。她一邊低頭趕工、一邊不好意思地說：「我無法度退休啊，人老動作慢，不敢先收錢，只好請人客等。」
享平里長蕭素梅表示莊招治幾乎天天做鞋，一天做二、三雙，說阿嬤生活單純，幾乎不到外縣市、不曾出國，連住家附近也很少走動，但每日清晨必去楠梓天后宮祭拜，直到臨終前都還在為信徒製鞋。
2015年1月15日，莊招治在家中辭世，享壽九十三歲，彌陀事工助念團於大社區慈恩堂為其助念佛號，祈求其冥福。

## 外部連結
- 小鞋阿嬤——莊招治女士 （页面存档备份，存于）